# 桑桑镇
桑桑镇（藏語：བཟང་བཟང་），是中华人民共和国西藏自治区日喀则市昂仁县下辖的一个乡镇级行政单位。

## 行政区划
桑桑镇下辖以下地区：
达仓村、仲多村、孔列村、阿布列村、亚宁村、拉聂村、尼仁村、嘎日村、居仓村、余松村、贡琼村、洛布村、西果村、番巴村和梅朵村。